# Tratado de El Pardo (1739)

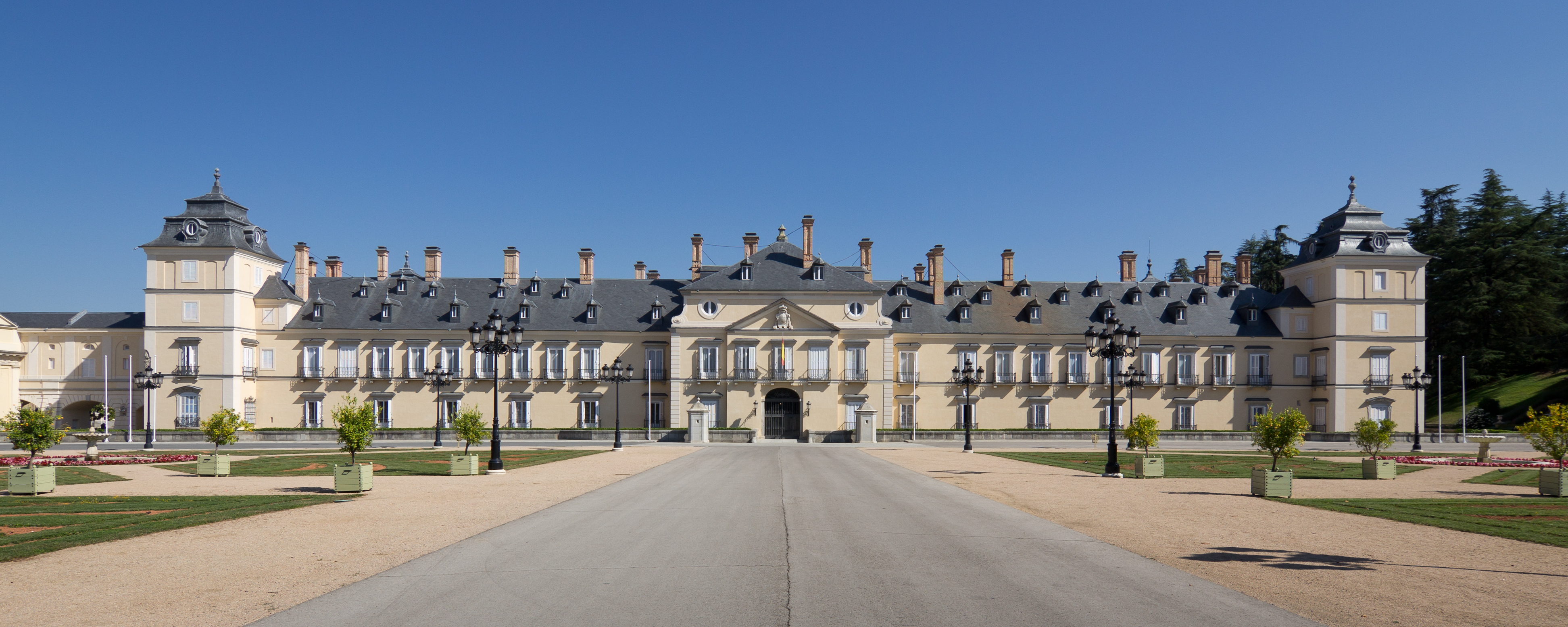
Foto do Palácio Real de El Pardo

O Tratado de El Pardo, também conhecida como Convenção de Pardo ou Convenção de El Pardo, foi um acordo de 1739 entre a Grã-Bretanha e a Espanha. Procurou resolver questões comerciais entre os dois países e estabelecer limites entre a Flórida espanhola e a colônia inglesa da Geórgia.
A Convenção estabeleceu uma Comissão de Fronteiras para definir as fronteiras entre a Geórgia e a Flórida, enquanto a Espanha forneceu uma indenização de £ 95 000 por propriedade britânica confiscada. Em troca, a British South Sea Company pagaria £ 68 000 para liquidar reivindicações espanholas de lucros devidos sobre o Asiento de Negros.
Apesar de ser propriedade do governo britânico, recusou-se a fazê-lo; ambos os países rejeitaram a Convenção, levando à eclosão da Guerra de Jenkins Ear em 23 de outubro de 1739.